# شهری که تنها من در آن گمشده‌ام
پاک‌شده (به انگلیسی: ERASED) که در ژاپن با عنوان شهری که تنها من در آن گمشده‌ام (به ژاپنی: 僕だけがいない街) شناخته می‌شود، یک مجموعه مانگا ژاپنی در سبک خیال‌پردازی و معمایی است که در انتشارات کادوکاوا شوتن و در مجله یانگ ایس بین ۴ ژوئن ۲۰۱۲ تا ۴ مارس ۲۰۱۶ به چاپ می‌رسید. نویسندگی و طراحی هر دو، اثر کِی سانبه می‌باشد. یک مجموعه تلویزیونی انیمه دوازده قسمتی نیز بر اساس نسخه مانگا توسط استودیوی ای-۱ پیکچرز تهیه شده که از ژانویه تا مارس ۲۰۱۶ در شبکهٔ فوجی تلویژن پخش شد. یک فیلم سینمایی نیز به همین نام و به کارگردانی یوئیچیرو هیراکاوا، و نویسندگی نوریکو گوتو در تاریخ ۱۹ مارس ۲۰۱۶ در کشور ژاپن به نمایش درآمد.

## داستان
ساتورو فوجینوما یک مانگاکای پرتلاش است که توانایی سفر در زمان و پیشگیری از مرگ و میرها را دارد. هنگامی که مادرش بدست فردی ناشناس به قتل می‌رسد، او برای حل معمای مرگ مادرش هجده سال در زمان به عقب بر می‌گردد، اما به طور اتفاقی به مدرسه ابتدایی خود، و درست قبل از ناپدید شدن یکی از همکلاسیش به نام کایو هینازوکی باز می‌گردد.